# فيرنون كوبر
فيرنون كوبر (بالإنجليزية: Vernon Cooper)‏ هو لاعب اتحاد الرغبي بريطاني، ولد في 12 يونيو 1977 في سوانزي في المملكة المتحدة.

## وصلات خارجية
- فيرنون كوبر عل موقع إسبنسكروم (الإنجليزية)
- فيرنون كوبر على موقع ItsRugby.co.uk (الإنجليزية)